# Třída Fremantle
Třída Fremantle byla třída hlídkových lodí australského námořnictva postavená jako náhrada plavidel třídy Attack. Austrálie získala celkem 15 jednotek této třídy. Mezi jejich hlavní úkoly patřilo hlídkování, ochrana rybolovu, obrana výhradní ekonomické zóny a potlačování ilegální imigrace. Všechny jednotky byly do roku 2007 vyřazeny.

## Stavba

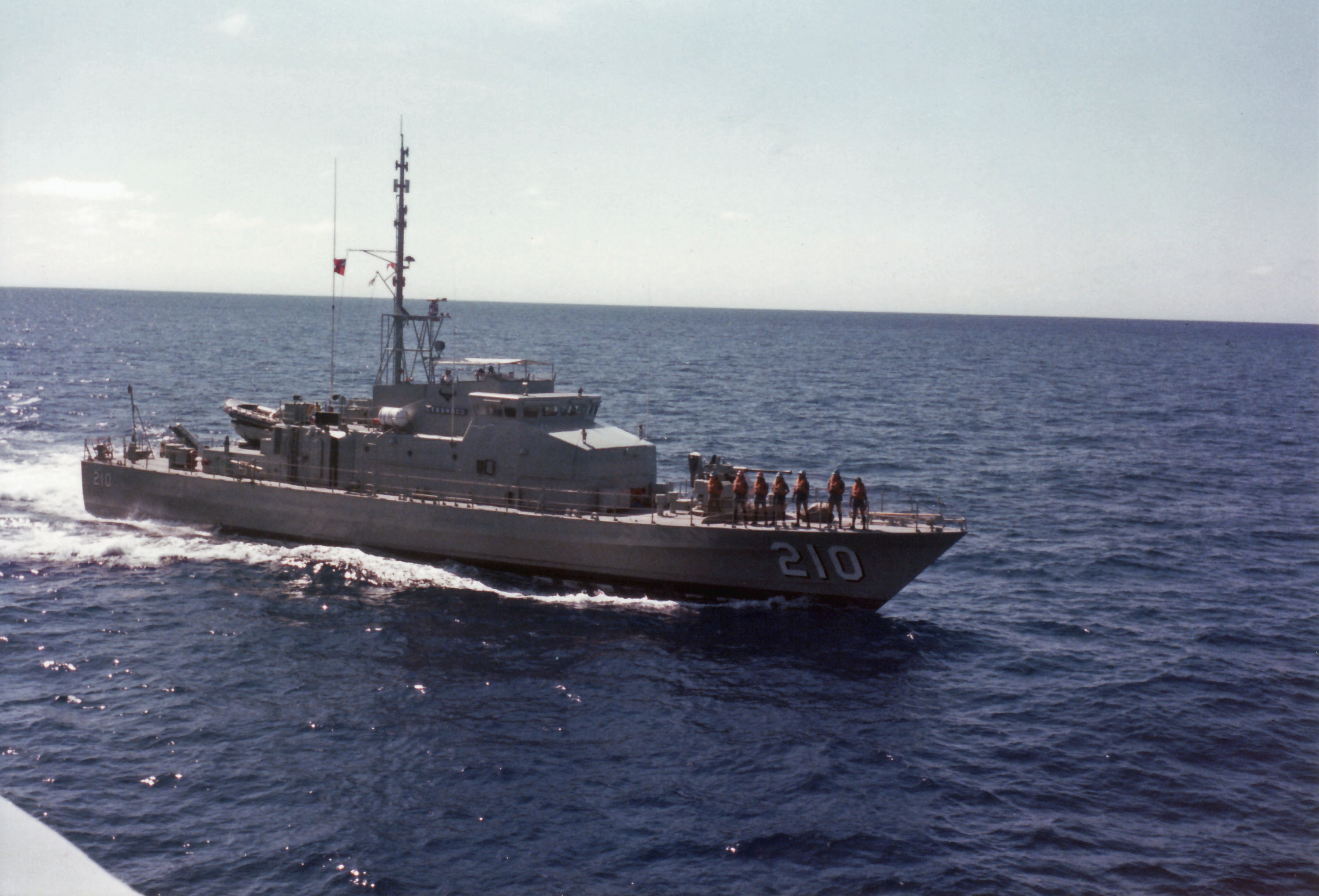
HMAS Cessnock

Plavidla této třídy byla objednána roku 1977, stavba probíhala od roku 1980. Konstrukci lodí navrhla britská loděnice Brooke Marine v Lowestoftu podle jejího typu PCF 420. Zároveň postavila i prototypovou jednotku třídy. Ostatních 14 lodí již postavila australská loděnice North Queensland Engineers and Agents v Cairns. Hlídkové lodě Fremantle (P 203), Warrnambool (P 204), Townsville (P 205), Wollongog (P 206), Launceston (P 207), Whyalla (P 208), Ipswich (P 209), Cessnock (P 210), Bendigo (P 211), Gawler (P 212), Geraldton (P 213), Dubbo (P 214), Geelong (P 215), Gladstone (P 216) a Bunbury (P 217) do služby vstoupily v letech 1981–1984. Stavba dalších pěti přitom byla zvažována, ale nerealizována. V letech 1994–1995 byly všechny jednotky modernizovány.

## Konstrukce
Obrannou výzbroj tvořil jeden 40mm kanón Bofors na přídi, jeden 81mm minomet a tři 12,7mm kulomety M2 Browning. Pohonný systém tvořily dva diesely MTU 16V 538 TB91. Lodní šrouby byly dva. Nejvyšší rychlost dosahovala 30 uzlů.